# 미아스
미아스(러시아어: Миа́сс)는 러시아 첼랴빈스크주에 위치한 공업 도시로, 인구는 158,420명(2002년 기준, 1989년 소련 인구 조사에서는 167,839명)이며 미아스 강과 접한다. 첼랴빈스크(첼랴빈스크 주의 주도)에서 서쪽으로 96km 정도 떨어진 곳에 위치하며 우랄산맥 남부 동쪽 기슭과 접한다. 1773년 구리·금 제련소기 세워지면서 건설되었다.

## 인구
| 연도                | 인구    | ±%      |
| ------------------- | ------- | ------- |
| 1897                | 16,100  | —       |
| 1926                | 20,000  | +24.2%  |
| 1939                | 38,000  | +90.0%  |
| 1959                | 99,043  | +160.6% |
| 1970                | 131,331 | +32.6%  |
| 1979                | 150,179 | +14.4%  |
| 1989                | 167,839 | +11.8%  |
| 2002                | 158,420 | −5.6%   |
| 2010                | 151,751 | −4.2%   |
| 2021                | 147,995 | −2.5%   |
| Source: Census data |         |         |